# فاندربيلت (كاليفورنيا)
فاندربيلت (بالإنجليزية: Vanderbilt, California)‏ هي مدينة أشباح تقع في الولايات المتحدة في مقاطعة سان بيرناردينو، كاليفورنيا.